# Metelasmus pseudopterus
Metelasmus pseudopterus är en tvåvingeart som beskrevs av Daniel William Coquillett 1907. Metelasmus pseudopterus ingår i släktet Metelasmus och familjen lusflugor. Inga underarter finns listade i Catalogue of Life.